# Park Hyung-sik
Park Hyung-sik hangul: 박형식; hanja: Bak Hyeong-sik; rr: Pak Hyŏng-sik; nascido em 16 de novembro de 1991), mais frequentemente creditado na carreira musical apenas como Hyungsik (em coreano:  형식), é um ator e cantor sul-coreano. Estreou como membro do grupo ZE:A em janeiro de 2010. Como ator ganhou reconhecimento por sua aparição em The Heirs (2013), além de estrelar Hwarang: The Poet Warrior Youth (2016–2017), Strong Woman Do Bong-soon (2017), Suits (2018),  Happiness (2021) e  Soundtrack #1 (2022).

## Vida pessoal
Park Hyung-sik nasceu em Yongin, Província de Gyeonggi, Coreia do Sul. Filho de uma familia de classe média alta, seu pai é um dos membros do quadro de diretores da BMW da Coreia e sua mãe é uma professora de piano. Seu nome Hyung-sik (hangul: 형식; hanja: 炯植) foi escolhido por um monge budista, já que seus pais são seguidores do budismo.

### Alistamento
Park começou seu alistamento militar obrigatório em 10 de junho de 2019. Ele entrou no centro de treinamento militar do Sul de Nonsan, Província de Chungcheong, para iniciar seu treinamento militar básico e completou o restante do seu período de alistamento na policia militar como um soldado ativo. 
Hyungsik já havia revelado que ele foi inspirado a se juntar ao Comando de Defesa da Capital depois de ter recebido feedbacks positivos pelas suas habilidades de tiro enquanto treinava para o programa de variedades, Real Man. O ator disse que queria usar dessas habilidades em uma boa causa, então ele se juntou a unidade da policia militar para ajudar o seu país.
Foi oficialmente liberado do serviço militar em 4 de Janeiro de 2021.

## Filmografia

### Filmes
| Ano  | Título                           | Papel        | Notas             |
| ---- | -------------------------------- | ------------ | ----------------- |
| 2011 | Ronin Pop                        | Kin          |                   |
| 2013 | Justin and the Knights of Valour | Justin       | Dublagem coreana. |
| 2017 | Trolls                           | Branch       | Dublagem coreana. |
| 2017 | Two Lights: Relúmĭno             | In-soo       |                   |
| 2019 | Juror 8                          | Kwon Nam-Woo |                   |

### Séries de televisão
| Ano       | Título                          | Papel                                     | Rede | Notas                          |
| --------- | ------------------------------- | ----------------------------------------- | ---- | ------------------------------ |
| 2010      | Prosecutor Princess             | Homem do clube                            | SBS  | Cameo (Ep. 2)                  |
| 2010      | All About Marriage              | Trainee                                   | KBS2 | Cameo (Ep. 18)                 |
| 2010      | Gloria                          | Trainee                                   | MBC  | Cameo (Ep. 11, 14)             |
| 2012      | I Remember You                  | Tae-sung                                  | SBS  | Papel de apoio; Drama especial |
| 2012      | Dummy Mommy                     | Oh Soo-hyun                               | SBS  | Recorrente                     |
| 2013      | Sirius                          | Do Eun-chang (jovem) / Do Shin-woo        | KBS2 | Recorrente                     |
| 2013      | Nine: Nine Time Travels         | Park Sun-woo (jovem)                      | tvN  | Recorrente                     |
| 2013      | The Heirs                       | Jo Myung-soo                              | SBS  | Recorrente                     |
| 2014      | What Happens to My Family?      | Cha Dal-bong                              | KBS2 | Elenco principal               |
| 2015      | Persevere, Goo Hae-ra           | Cha Dal-bong                              | Mnet | Cameo (Ep. 1)                  |
| 2015      | High Society                    | Yoo Chang-soo                             | SBS  | Elenco principal               |
| 2015      | She Was Pretty                  | Ele mesmo                                 | MBC  | Cameo (Ep. 9)                  |
| 2016–2017 | Hwarang: The Poet Warrior Youth | Kim Ji-dwi / Sam Maek-jong / Rei Jinheung | KBS2 | Papel principal                |
| 2016      | Strong Woman Do Bong-soon       | Ahn Min-hyuk                              | JTBC | Papel principal                |
| 2018      | Suits                           | Go Yeon-woo                               | KBS2 | Papel principal                |
| 2021      | Happiness                       | Jung Yi-hyun                              | tvN  | Papel principal                |
| 2022      | Youth Climb the Barrier         | Lee Hwan                                  | tvN  | Papel principal                |
| 2024      | Doctor Slump                    | Yeo Jeong-woo                             | JTBC | Papel principal                |

### Programas de variedades
| Ano       | Título                       | Rede          | Notas                      |
| --------- | ---------------------------- | ------------- | -------------------------- |
| 2009      | ZE:A's Debut Diary           | Mnet          |                            |
| 2012      | The Romantic & Idol          | tvN           | Regular                    |
| 2013–2014 | Real Men                     | MBC           | Regular (Ep. 9–71)         |
| 2015      | Law of the Jungle: Indochina | SBS           | Regular (Ep. 154, 1581–62) |
| 2022      | In The Soop: Friendcation    | JTBC\|Disney+ |                            |

### Web
| Ano  | Título             | Papel        | Rede    | Notas              |
| ---- | ------------------ | ------------ | ------- | ------------------ |
| 2016 | Celebrity Bromance | Ele mesmo    | MBig TV | Temp. 3 (Ep. 9–12) |
| 2022 | Soundtrack #1      | Han Seon-woo | Disney+ |                    |

### Teatro
| Ano       | Título                | Papel       |
| --------- | --------------------- | ----------- |
| 2011      | Temptation of Wolves  | Ban Hae-won |
| 2013      | Gwanghwamun Love Song | Ji-yong     |
| 2013      | Bonnie & Clyde        | Clyde       |
| 2013–2014 | The Three Musketeers  | D'Artagnan  |
| 2016      | The Three Musketeers  | D'Artagnan  |
| 2018-2019 | Elisabeth             | Der Tod     |

## Videografia
| Vídeos de trilhas sonoras          | Vídeos de trilhas sonoras | Vídeos de trilhas sonoras | Vídeos de trilhas sonoras                                | Vídeos de trilhas sonoras |
| Canção                             | Ano                       | Outro(s) artista(s)       | Notas                                                    |                           |
| ---------------------------------- | ------------------------- | ------------------------- | -------------------------------------------------------- | ------------------------- |
| "내일이올까 (Tomorrow Will Come)"  | 2014                      | —                         | Para a trilha sonora de Bonnie & Clyde The Musical.      |                           |
| "I'll Be Here"                     | 2017                      | —                         | Para a trilha sonora de Hwarang: The Poet Warrior Youth. |                           |
| Aparições em vídeos musicais       |                           |                           |                                                          |                           |
| "Date"                             | 2009                      | JewelryS                  |                                                          |                           |
| "어느날 어느곳 어디선가 (Someday)" | 2015                      | V.O.S                     |                                                          |                           |

## Discografia
| "내일이올까 (Tomorrow Will Come)"                                                        | 2014 | —  | —                   | Bonnie & Clyde The Musical OST      |
| "You're My Love"                                                                         | 2015 | —  | —                   | High Society OST                    |
| "I'll Be Here"                                                                           | 2017 | —  | —                   | Hwarang: The Poet Warrior Youth OST |
| "그 사람이 너라서 (Because of You)"                                                      | 2017 | 85 | - KOR (DL): 22,038+ | Strong Woman Do Bong-soon OST       |
| "—" indica lançamentos que não figuraram nas paradas ou não foram lançados nessa região. |      |    |                     |                                     |

### Composições
| Canção | Ano  | Álbum       | Artista | Música    | Música |
| Canção | Ano  | Álbum       | Artista | Creditado | Com    |
| ------ | ---- | ----------- | ------- | --------- | ------ |
| "One"  | 2014 | First Homme | ZE:A    | Sim       | e.one  |

## Prêmios e indicações
| Ano  | Prêmio                                           | Categoria                               | Trabalho nomeado        | Resultado |
| ---- | ------------------------------------------------ | --------------------------------------- | ----------------------- | --------- |
| 2013 | 13th MBC Entertainment Awards                    | Best Male Newcomer in a Variety Show    | Real Men                | Venceu    |
| 2014 | 3rd APAN Star Awards                             | Best New Actor                          | What's With This Family | Indicado  |
| 2014 | 14th MBC Entertainment Awards                    | Male Excellence Award in a Variety Show | Real Men                | Indicado  |
| 2014 | 28th KBS Drama Awards                            | Best New Actor                          | What's With This Family | Venceu    |
| 2014 | 28th KBS Drama Awards                            | Best Couple Award (com Nam Ji-hyun)     | What's With This Family | Venceu    |
| 2014 | 28th KBS Drama Awards                            | Popularity Actor Award                  | What's With This Family | Indicado  |
| 2015 | KBS Entertainment Weekly                         | 2014 Shining Star                       | What's With This Family | Venceu    |
| 2015 | 51st Baeksang Arts Awards                        | Best New Actor (TV)                     | What's With This Family | Indicado  |
| 2015 | 10th A-Awards (Arena Homme + e Mont Blanc Korea) | Contemporary (Mont Blanc Homme) Award   | Ele mesmo               | Venceu    |
| 2015 | 23rd SBS Drama Awards                            | Excellence Award, Actor in a Miniseries | High Society            | Venceu    |
| 2015 | 23rd SBS Drama Awards                            | Best Couple Award (com Lim Ji-yeon)     | High Society            | Indicado  |
| 2015 | 23rd SBS Drama Awards                            | New Star Award                          | High Society            | Venceu    |